# Осемте Безсмъртни
Осемте Безсмъртни се считат за патронни богове на Дао религията. Те са представители на популярните индивиди в обществото и символизират богатсвото и нищетата, старостта и младостта, мъжеството и женственноста. Китайците вярват, че обикновения човек може чрез усърдно изучаване да усвои тайните на Природата и да добие безсмъртие. Тези безсмъртни са идолизирани и респектират зарад своята мъдрост, шегаджийство и морални поучения. Те са обект на легенди, които почти всеки човек е чувал.
Символи на добър късмет и щастие, техните фигури и имена могат да се видят на украшения, картини, скулптури, сгради и проследят в литературата векове наред. При все че са индивиди постигнали безсмъртие по време на различни времена (династии) те често се изобразяват заедно.
- Лю Дунбин
- Ли Тъгуай
- Джан Гуолао
- Хъ Сиенгу
- Хан Джунли
- Хан Сяндзъ
- Лан Цайхъ
- Цао Гуодзю